# Perdita cleomellae
Perdita cleomellae är en biart som beskrevs av Cockerell 1925. Perdita cleomellae ingår i släktet Perdita och familjen grävbin. Inga underarter finns listade i Catalogue of Life.